# Андрогиния

Символ андрогинов

Андрогиния (др.-греч. ἀνήρ, мужчина + др.-греч. γυνή, женщина) — явление, при котором человек проявляет одновременно (необязательно в равной степени) и женские, и мужские качества; психическая андрогинность выявляется по высоким показателям одновременно и по шкалам мужественности (уподобление мужчине) и женственности (уподобление женщине) в полоролевых опросниках; андрогинность во внешнем виде является сочетанием мужских и женских признаков. Человек, который не подходит под определение ни маскулинной, ни феминной гендерной роли, сформировавшейся в его обществе, называется андрогином. Многие андрогины идентифицируют себя как ментально находящихся между мужчиной и женщиной или же бесполых.
Ранее слово «андрогин» использовалось как синоним слова «гермафродит». В частности, древние греки понимали андрогинность как присутствие и мужских, и женских признаков в одном организме. Сейчас, в основном благодаря работам Сандры Бем, термин «андрогинность» описывает скорее психосоциальные, нежели физиологические или анатомические характеристики.

## В культуре
Многие деятели культуры использовали андрогинные образы на протяжении своей карьеры. Фотографами-сюрреалистами образ андрогина трактуется как фаллическая мать (Брассай, Ман Рэй, Ханс Беллмер), как вожделенное слияние в единое существо мужского и женского тела (Г. Беллмер) или как идеальный третий пол (Клод Каон, П. Молинье). И. Шик считает, что стратегии рецепции мифа об андрогине в сюрреалистической фотографии и связанное с ними проблемное поле (фетишизм, гендерная идентичность, трансвестизм и т. д.) сохраняют свою актуальность для современной культуры, получив развитие в искусстве постмодернизма (работы Джоэла-Питера Уиткина, С. Шерман, Я. Моримуры, М. Барни).